# Mia Pot-van Regteren Altena
Gerardina Maria van Regteren Altena (Amsterdam, 15 augustus 1914 − Schoorl, 5 oktober 2009) was een Nederlands kunstenaar en drukker.

## Biografie
Mia Altena, lid van de familie Altena, werd geboren als dochter van mr. Lucas van Regteren Altena (1865-1934), thesaurier-generaal bij De Nederlandsche Bank, en Charlotte Octavia Loman (1873-1963), dochter van prof. dr. Abraham Dirk Loman. Zij volgde een opleiding aan het Nationaal Hoger Instituut voor Schone Kunsten te Antwerpen. Ze was een leerling van Johannes Graadt van Roggen en leerde boetseren van Tjipke Visser. Vervolgens maakte ze studie van typografie en boekdrukken. Ze is bekend vanwege haar portretten en ex libris. In 1949 won zij de tweede prijs, in 1950 de eerste prijs in de jaarlijkse Ex librisprijs, de door de Nederlandse ex libriskring ingestelde prijs. Met haar eigen trapdegelpers drukte ze in de jaren 1969 tot 1983 onder de naam Flora Pers.
Altena was bestuurslid van het A. Roland Holst Fonds.
Altena trouwde met de arts Jan Pot (†1983) en was de zus van prof. dr. Iohan Quirijn van Regteren Altena (1899-1980), die getrouwd was met Augusta Louisa Wilhelmina van Royen (1906-2006), dochter van drukker mr. Jean François van Royen (1878-1942). Ze was (oud)tante van onder anderen Carlos van Regteren Altena en Maarten Altena.

## Uitgaven Flora Pers
- J.C. van Schagen, Klein vlooientheater. Schoorl, 1970.
- A.D. van Regteren Altena,  'Obéir lentement'. De opschorting van een executiebevel in de zestiende eeuw. Schoorl, 1972.
- Constantijn Huygens en Maria Tesselschade Visscher, Scheppen als bevrijding. Drie gedichten uit de zeventiende eeuw. Schoorl, 1972.
- J.C. van Schagen, Fabeltje. Schoorl, 1973.
- J.C. van Schagen, 50 vreugden. Schoorl, 1983.